# فربيون المحمرة
فربيون المحمرة أو الفربيون صغير الرأس (باللاتينية: Euphorbia microsphaera) نوع نباتي يتبع جنس الفربيون من الفصيلة اللبنية. سمي نسبة إلى مدينة المحمرة في عربستان.
النبات سام كبقية أنواع الفربيون.

## الموئل والانتشار
ينتشر في بلاد الشام وتركيا والقوقاز والعراق وعربستان وإيران.

## مرادفات للاسم العلمي
- (باللاتينية: Tithymalus microsphaerus (Boiss.) Klotzsch & Garcke)
- (باللاتينية: Euphorbia mohammerensis Boiss., nom. illeg.)
- (باللاتينية: Euphorbia subtuberculata C. A. Mey. ex Boiss.)
- (باللاتينية: Euphorbia unilateralis Blakelock)
- (باللاتينية: Tithymalus unilateralis (Blakelock) Holub)